# التنويم المغناطيسي الرياضي
التنويم المغناطيسي الرياضي يشير إلى استخدام التنويم المغناطيسي مع الرياضيين من أجل تعزيز الأداء الرياضي. التنويم المغناطيسي في الرياضة العلاجية و تعزيز الأداء وظائف. الحالة النفسية للرياضيين خلال التدريب والمنافسة يقال أن تؤثر على الأداء. التنويم المغناطيسي هو شكل من أشكال التدريب العقلي وبالتالي يمكن أن تسهم في تعزيز الرياضية التنفيذ. الرياضة التنويم المغناطيسي يستخدم من قبل الرياضيين والمدربين والأطباء النفسيين.

## التاريخ
التنويم المغناطيسي قد تم استخدامها في مختلف المهن بما في ذلك طب الأسنان، الطب، العلاج النفسي والرياضة، باعتباره أداة تحسين الأداء. الرياضة التنويم المغناطيسي يتضمن المعرفية و العلوم الرياضية المنهجيات. التنويم المغناطيسي في الرياضة وبالتالي تتداخل مع المجالات مثل الميكانيكا الحيويةوالتغذية وعلم وظائف الأعضاء وعلم النفس الرياضي. على أية حال رياضة التنويم المغناطيسي هو درس في مجال علم النفس الرياضي، الذي يدرس تأثير المتغيرات النفسية على الرياضيين الأداء. في حين أن علم النفس الرياضي بدأت دراسة حول 1920s، دراسة واستخدام التنويم المغناطيسي لم توثق حتى 1950s. أعضاء الروسية الأولمبية الفريق قد استخدم التنويم المغناطيسي كوسيلة لتحسين الاداء أداة في هذا الوقت.

## التطبيق
على الرغم من أن لا يشار إلى التنويم المغناطيسي، الرياضيين المحترفين فرق نهج يسمى التخيل الموجه، وهي تشبه إلى حد كبير التقنيات المستخدمة في الرياضة التنويم المغناطيسي.
التنويم المغناطيسي هو واحد من العديد من التقنيات التي الرياضيين قد تستخدم لتحقيق الأهداف الرياضية و هو مفيد أيضا على المدربين وكذلك الرياضيين. التنويم المغناطيسي قد لا للعقل ما النشاط البدني يعمل على جسم رياضي. النظرية وراء الرياضية التنويم المغناطيسي هو أن الاسترخاء هو مفتاح تحسين الأداء الرياضي والرياضيين قد تؤدي بشكل أفضل إذا كانوا قادرين على الاسترخاء عقليا و التركيز على المهمة في متناول اليد. التنويم المغناطيسي قد يساعد الرياضيين على تحقيق الاسترخاء أثناء ممارسة المنافسة. التنويم المغناطيسي قد يساعد أيضا في السيطرة على القلق وإدارة الإجهاد في الرياضيين. الرياضيين قد وضع لصناعة السيارات في استجابة محدد بشكل مسبق المحفزات التي تتجه نحو تحقيق مستويات الأداء الأمثل. الرياضة التنويم المغناطيسي يمكن أيضا القضاء على رهابي الردود مثل 'الزناد تجميد' في الطين حمامة مطلق النار ، 'الهدف من الذعر في آرتشر والمخاوف من المزيد من الإصابات في الناس الرياضية بعد الإصابة.
تأثير التنويم المغناطيسي على مختلف جوانب الأداء الرياضي تم دراستها. البحث درس دور التنويم المغناطيسي في تعزيز مهارات كرة السلة على تدفق الدولة جولف-وضع الأداء، تأثيره على عدائي المسافات الطويلة,على الرماية الأداء و على تدفق الدول القصير تخدم في كرة الريشة.
استخدام التنويم المغناطيسي في الألعاب الرياضية التالية: الفوائد المحتملة التي قد تساعد الرياضيين التعامل مع التحديات الشخصية التي من شأنها أن خلاف ذلك سلبا على الأداء الرياضي. التنويم المغناطيسي:
- يساعد على تعزيز المنشأة الرياضية الأهداف
- الإيدز الرياضيين لتحسين التعامل مع العصبية
- يساهم في الاسترخاء
- يسهل إدارة الإجهاد
- يزيد تركيز
- يلغي الرياضية رهاب الردود
- يوفر القدرة على القضاء على الانحرافات
- يساعد في السيطرة على الألم
- يزيد الأداء الدافع
- يحسن الجسدية الوعي